# Трамвай Бохум/Гельзенкірхен
51°28′27″ пн. ш. 7°13′30″ сх. д. / 51.474196° пн. ш. 7.225029° сх. д.
Трамвайна мережа Бохум/Гельзенкірхен (нім. Straßenbahnnetz Bochum/Gelsenkirchen) — трамвайна мережа у Бохумі та Гельзенкірхені,  Північний Рейн-Вестфалія, Німеччина.
Відкрита в 1894 році у Бохумі та в 1895 році у Гельзенкірхені, мережа управляється BOGESTRA та інтегрована у VRR. 
Мережа також обслуговує сусідні міста Гаттінген, Герне та Віттен.

## Лінії
Станом на грудень 2019 року наступні дев'ять трамвайних ліній експлуатуються виключно «BOGESTRA»:
| Лінія | Маршрут                                                                                       | Станції (підземні) | Коментарії                      |
| ----- | --------------------------------------------------------------------------------------------- | ------------------ | ------------------------------- |
| 301   | станція Гельзенкірхен – Бісмарк – Бюр – Горст                                                 | 34 (7)             |                                 |
| 302   | Гельзенкірхен - ратуша Бюр – станція Гельзенкірхен – станція Бохум – Лер-Мітте - Лангендрер С | 44 (7)             |                                 |
| 305   | Бохум - Церква Гентроп – станція Бохум – Лер-Мітте - Лангендрер С                             | 25 (4)             |                                 |
| 306   | станція Ванне-Айккель – станція Бохум                                                         | 21 (1)             | Також працює як нічний експрес. |
| 308   | Бохум - Герте-Шюрбанкштрасе – станція Бохум – Вайтмар – Лінден – станція Гаттінген-Мітте      | 38 (4)             |                                 |
| 309   | Віттен-Папенгольц – Віттен-Ратаус – Гефен-Дорф                                                | 14 (0)             |                                 |
| 310   | Бохум - Церква Гентроп – станція Бохум – Вайтмар – Лінден – Гаттінген-Мітте                   | 39 (4)             |                                 |
| 316   | станція Ванне-Айккель – станція Бохум – Бохум - Герте-Гайнріхштрасе                           | 31 (2)             |                                 |
| 318   | Бохум - Герте-Гайнріхштрасе – станція Бохум – Вайтмар – Лінден – Бохум-Дальхаузен             | 32 (4)             | Також працює як нічний експрес. |

Крім того, десята трамвайна лінія обслуговує регіон BOGESTRA:
| Лінія | Маршрут | Станції | Коментарії                                                                        |
| ----- | --- | ------- | --------------------------------------------------------------------------------- |
| 107   | станція Гельзенкірхен – Фельдмарк – Трабренбан – Ессен-Катернберг – Цехе-Цолльферайн – станція Ессен – Бреденей | 34      | Більшу частину тижня керується «Ruhrbahn». Лише 11 станцій під орудою «BOGESTRA». |

Ця лінія, яка обслуговується «Ruhrbahn» більшу частину тижня, має 11 найпівнічніших станцій у транзитній зоні «BOGESTRA». У суботу рано вранці маршрут під орудою BOGESTRA і курсує лише між станцію Гельзенкірхен і Трабренбан.

## Рухомий склад
На початок 2020-х трамвайна мережа функціонує з використанням низькопідлогових трамваїв типу NF6D (виробництво DÜWAG і подібних до вагонів R1.1 боннського штадтбану) і Variobahn (від Stadler Rail). 
На деяких лініях досі використовуються високопідлогові зчленовані трамваї типу M (також від «DÜWAG»), але в кінцевому підсумку вони також будуть замінені на «Stadler Variobahns».
Лінія штадтбану використовує окремий парк високоповерхових поїздів Stadtbahnwagen B і Stadler Tango. 
Ці мережі не з'єднані між собою, тому трамваї однієї мережі не можуть працювати в іншій.